# Gelatinopsis
Gelatinopsis Rambold & Triebel (żelek) – rodzaj grzybów z rodziny Helicogoniaceae. Ze względu na współżycie z glonami zaliczany jest do grupy porostów.

## Systematyka i nazewnictwo
Pozycja w klasyfikacji według Index Fungorum: Helicogoniaceae, Phacidiales, Leotiomycetidae, Leotiomycetes, Pezizomycotina, Ascomycota, Fungi.
Synonimy nazwy naukowej: Micropyxis Seeler.
Nazwa polska według W. Fałtynowicza. W Polsce jednak nie występuje żaden gatunek należący do tego rodzaju. Jedyny opisany w literaturze fachowej żelek sztywny (Gelatinopsis ericetorum (Körb.) Rambold & Triebel 1990) to według Index Fungorum Rhymbocarpus ericetorum.

## Gatunki
- Gelatinopsis exidiophila Baral & G. Marson 2001
- Gelatinopsis fungicola (Kirschst.) Baral 2001
- Gelatinopsis geoglossi (Ellis & Everh.) Rambold & Triebel 1990
- Gelatinopsis heppiae Nav.-Ros., Hladún & Llimona 2008
- Gelatinopsis hysteropatellae Baral & G. Marson 2001
- Gelatinopsis leptogii Ertz & Diederich 2006
- Gelatinopsis polyconidiata Baral & G. Marson 2001
- Gelatinopsis roccellae Etayo, Paz-Berm. & Diederich 2001
- Gelatinopsis septata Aptroot, Cand. & Verkley 1997
- Gelatinopsis tryblidariae (A. Carter & Malloch) Hosoya & Y. Otani 1995

Nazwy naukowe na podstawie Index Fungorum. Nazwy polskie według W. Fałtynowicza.